# 爪哇史頌

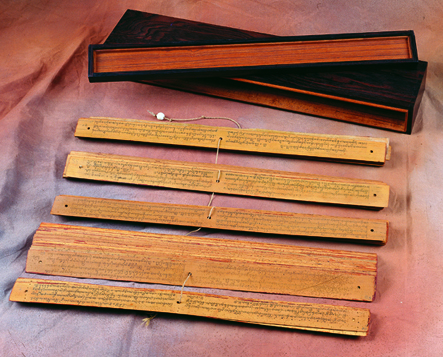
爪哇史頌貝葉經

《爪哇史頌》（印尼語：或，中文譯名有納卡拉克達卡瑪、納卡拉格爾達卡瑪、那加克塔加瑪，意思有「關於國家組織的學術」、「神聖的國家」、「按照神聖傳統建立的國家」或「國家建立史」，羅馬化：Nāgarakṛtâgama，那伽羅訖利多伽摩），原名《王國錄》（Desawarnana），另外還有稱作《哈奄·武祿頌》，是滿者伯夷（又譯作麻喏巴歇）的宮廷詩人普臘班扎（又譯作普拉班扎、普拉潘查、勃拉班查、勃拉邦加）在1365年以古爪哇語寫成的史詩。本書採用卡卡威英（又譯格卡溫）詩體，全書共九十八章，內容描述13世紀初到14世紀中期新柯沙里國和滿者伯夷國的歷史，歌頌滿者伯夷國王哈奄·武祿（即普拉布·拉查沙納卡拉，1350－1380年在位）治下的王朝盛世，及其御駕巡遊的事跡。書中行文結構銜接緊密，具有相當的文學造詣；作者本人又曾跟隨哈奄·武祿巡遊，能親身蒐集和見證有關新柯沙里及滿者伯夷的歷史、宮廷、建築、佛教、人物、地理等方面的資料，因而使本書具有甚高的史料價值，被稱為當時爪哇地區的一部「百科全書」。

## 編撰背景

### 印尼卡卡威英文學發展
《爪哇史頌》的成書，與古代印度尼西亞的文學發展，以及滿者伯夷時期的蓬勃國力有關。印尼地區曾受印度文化影響，在文學上出現卡卡威英詩體，它是根據印度詩律，按照長、短音節的韻律寫成的一種詩，結構包含若干篇，每一篇通常包括若干段，每一段包含四行音節相同的句子，每一篇的韻律不相同。此一體裁在古代印尼地區蔚然成風，有《阿爾朱納·威哇哈》、《巴拉達優達》（巴拉達戰爭）、《斯瑪拉達哈納》（愛神的焚燒），以及普臘班扎的《爪哇史頌》等多部作品。

### 滿者伯夷國崛起
滿者伯夷王國在1293年成立，其開國君主威查亞曾擊退元軍 ，傳至哈奄·武祿時，國勢達至高峰，擁有多個藩屬，勢力範圍幾乎囊括整個印尼。滿者伯夷在外交方面與暹羅、占婆、柬埔寨、安南打交道，有商旅及俗侶往還。哈奄·武祿還相當重視文學藝術，曾組織文人學者整理修訂典籍史冊，對長年未完工的陵廟建築，加以修建保護。這些情況，為普臘班扎編撰《爪哇史頌》，提供了條件和素材。據中國大陸學者梁立基指出，印尼以往的宮廷作者都用印度史詩神話來歌頌帝王，但普臘班扎身處哈奄·武祿的盛世，完全可以用自身的作品，來歌頌這位君王。

### 普臘班扎的編撰
《爪哇史頌》的作者普臘班扎，未出家前名威納達，真實姓名是Dang Acarya Nadendra，普臘班扎是其筆名。普臘班扎生活於14世紀，曾是滿者伯夷宮廷詩人，效勞達半個世紀，了解朝廷事務。在他侍奉哈奄·武祿時，參加了1359年的大規模巡遊活動，並借此機會，蒐集史料，以供日後寫作時參用，正如其自述「跟隨國王遊玩隊伍，賞自然風光，寫就此詩歌」，在一次拜訪佛寺時，普臘班扎觀看了該寺收藏的「帝王譜系史料」，並向住持訪問各種史實。後來，普臘班扎暮年辭官，隱居於加瑪臘沙納（Kamalasana）的山村修行，不再與權貴來往，但因哈奄·武祿得到當時外國詩人及爪哇文人、詩人、史家的歌頌，普臘班扎也不甘後人，乃寫成本書，取名為《王國錄》，意為「王國轄地村社情況記錄」，後來被稱為《納卡拉克達卡瑪》。

## 本書內容

### 體例及內容概要

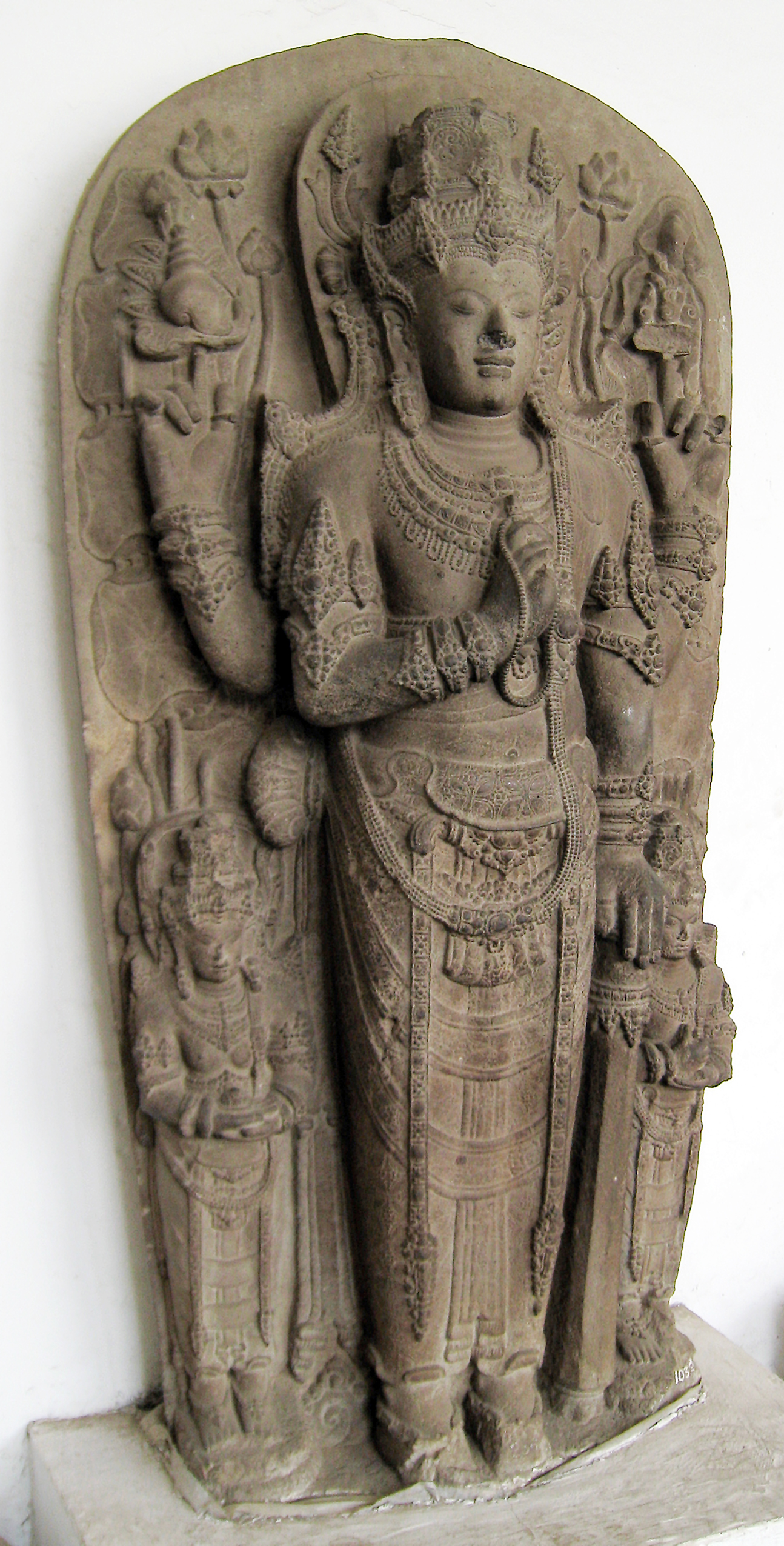
象徵滿者伯夷開國君主威查亞的雕像。《爪哇史頌》第四十四至四十七章提及威查亞的開國與統治

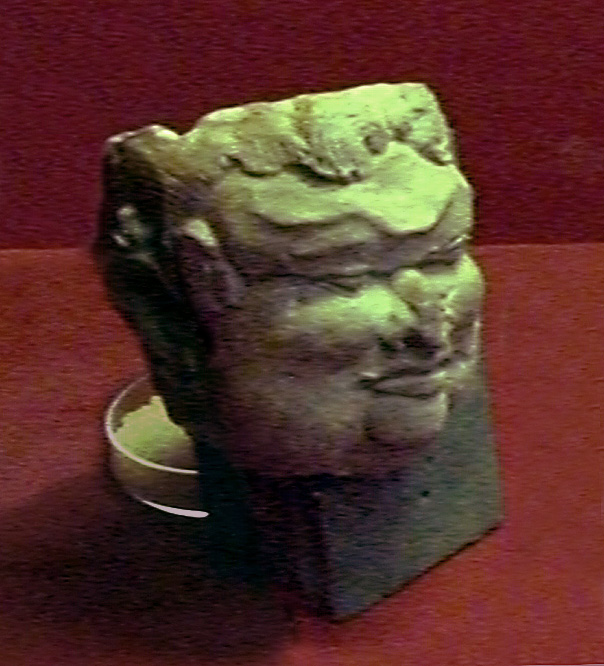
疑為卡查馬達（《爪哇史頌》裡提到的哈奄·武祿時期名臣）的雕像

《爪哇史頌》以卡卡威英（又譯格卡溫）文體，據中國大陸學者張玉安指出，它每個詩章中有若干詩節，每個詩節中都有四個詩句。而整部《爪哇史頌》共九十八章，內容大致如下：
- 第一章至第七章：介紹哈奄·武祿（英语：Hayam Wuruk）及其家族成員。
- 第八章至第十六章：描繪滿者伯夷宮殿城郭及屬地。
- 第十七章至第三十八章：描述哈奄·武祿前往盧馬姜（英语：Lumajang Regency）遊玩及途中旅程。
- 第三十九章至第四十九章：插敍哈奄·武祿的家族歷史。
- 第五十章至第六十二章：描寫哈奄·武祿在南達瓦森林捕獵，及歸途中所經屬地紛紛納貢。
- 第六十三至六十九章：敍述哈奄·武祿祭拜途經神廟先祖。
- 第七十至第七十二章：提到名臣卡查馬達之死。
- 第七十三章至八十二章：列數爪哇和巴厘的神跡及陵廟。
- 第八十三章至九十二章：描繪年度節慶活動。
- 第九十二章至九十八章：是對哈奄·武祿的頌詩和作者普臘班扎的自我介紹。

### 對疆域地理及都城的記述

滿者伯夷極盛時期版圖

《爪哇史頌》的第十三至十六章，列出了滿者伯夷的多個屬國及友好國家的名稱法國學者費琅（Gabriel Ferrand）在《阿拉伯波斯突厥東方文獻輯注》中便輯錄了相關內容，從中可見，滿者伯夷領土達至末羅瑜地區（即蘇門答臘島）、闍婆島、加里曼丹島、馬來半島、蘇拉威西列島（包括望加錫、班塔恩、薩拉亞爾等）及松巴洼島等地。此外，在第八章中，詳細地談及王國都城的建置情況。

### 對社會經濟的描述
《爪哇史頌》對當時社會經濟的介紹相當全面，上至帝王將相，下至兵卒，都有提及。以及各地貢品、饋贈之資、菜餚酒水，都加以述及。

### 對宗教哲學的反映
印尼學者薩努西·巴奈指出，古代印尼人雖然愛好哲學的不多，但尚未忘記哲學，並且非常認真思考生與死的問題。他舉例說普臘班扎在《爪哇史頌》一開篇，便是談論深奧的哲理。從本書的第一章中，普臘班扎展現了佛教的宇宙觀，歌頌濕婆和佛陀，又把滿者伯夷君主與神佛掛勾，希望人們深信哈奄·武祿擁有「婆羅多神苗裔血脈」，在「神之國王」治下一定「惡鬼驚止，恐威神祇」，整個爪哇大地都要「臣服于茲」。

## 保存及刊行情況
《爪哇史頌》的最早版本，書寫於棕櫚葉上，存放在印尼龍目島馬塔蘭皇宮，1894年荷蘭軍隊入侵時被帶到荷蘭，存放於萊頓大學圖書館，1973年荷蘭朱莉安娜女王訪問印尼時將之歸還，存放於印度尼西亞國家圖書館。它的外文譯本，最早由荷蘭學者Ｊ·Ｌ·Ａ 布蘭德斯（Jan Laurens Andries Brandes）翻譯研究。爪哇文本於1902年在巴塔維亞（即雅加達）發表後，西方學者加以譯注及研究。在中文譯本方面，部份內容曾在中國大陸學者耿昇、穆根來於1980年代初翻譯《阿拉伯波斯突厥人東方文獻輯注》一書時，譯出了裡面引錄的《爪哇史頌》地理名稱。至於全書的譯本，則在2016年，由徐明月、劉志強參考1979年印尼出版的印尼語譯本和1995年荷蘭皇家人類學與語言學出版社的英文譯本，將全書翻譯出版。

## 後世評價
《爪哇史頌》在後世受到重視，在2013年更獲選入聯合國教科文組織《世界記憶遺產名錄》。由於本書揭示了印尼滿者伯夷全盛時期社會政治、宗教文化、民情風俗等十分難得的翔實記錄，因而具有巨大的史料價值。
在歷史研究方面，古代印尼爪哇地區的史料較為稀少，正如法國學者G·賽代斯指出，主要依據的是《爪哇史頌》和《巴巴拉端》（中文譯名有《爪哇諸王志》、《國王書》或《列王志》，成書於15世紀末），它們提供了不見於碑銘記載的有關諸王及其周圍人物的傳記、私生活、宮廷醜聞和軼事等細節。在歷史地理方面，荷蘭學者魯法爾（Gerrit Pieter Rouffaer）認為它「向我們揭示了爪哇人當時在印度尼西亞的（地理）發現。」中國大陸學者徐明月、劉志強認為它取材包羅萬象，具有極高史學及文學價值，因此稱本書為反映當時爪哇的一部「百科全書」。
然而《爪哇史頌》也存在若干問題。普臘班扎在編撰時，誇大了滿者伯夷國的「超自然力」，所以對超自然力無益的史實都被刪除，導致該書內容同其他科學的史書並不一致。此外，因《爪哇史頌》和其他史書互有出入之處甚多，後世史學家往往要進行比讀研究，例如有關新柯沙里國末代君主格爾達納卡拉的品格，《爪哇史頌》認為他是聖人及苦行者，《巴巴拉端》則認為他是酒鬼，並導致其敗亡。又如滿者伯夷開國者威查亞的統治時期，若照《爪哇史頌》所載是一片太平盛世，但《巴巴拉端》則談到內亂數起。在歷史地理方面，《爪哇史頌》與《巴賽帝王史》（又譯《巴賽列王傳》，寫於伊斯蘭教傳入時的14、15世紀或更晚）均記載了滿者伯夷藩屬的名稱，但也有所差異，例如馬辰一名，《爪哇史頌》並沒提及，而是提到該地以往的巴里托（Barito，又譯巴里都、巴里圖）和塔巴隆（Tabalung，又譯達巴隆、塔巴龍，位於巴里托河以東）兩處地名，然而《巴賽帝王史》就使用馬辰，由此可知該名是在伊斯蘭教傳入前尚未使用。
在文學方面，《爪哇史頌》是普臘班扎按照親身見聞及感受寫出來，所以比較貼近現實，語言也較純樸自然，少用華麗詞藻，這在卡卡威英（又譯格卡溫）文學中獨具一格。

## 引用來源
1. 1 2  梁立基《印度尼西亞文學史》（上冊），北京昆崙出版社，156頁。
2. 1 2 3  薩努西·巴尼《印度尼西亞史》（上冊），吳世璜譯，香港商務印書館，187頁。
3. ↑  薩德塞《東南亞史》（上冊），麥田出版社，68頁。
4. ↑  Ｇ·費琅輯注《阿拉伯波斯突厥人東方文獻輯注》，耿昇、穆根來譯，北京中華書局，736頁。
5. ↑  《爪哇史頌》編譯者徐明月、劉志強《爪哇史頌及其翻譯與研究》，北京商務印書館，13頁。
6. ↑  普臘班扎《爪哇史頌》第九十四章，徐明月、劉志強編譯，北京商務印書館，203頁。
7. ↑  《東南亞歷史辭典·「哈奄·武祿頌」條》，上海辭書出版社，313頁。
8. ↑  薩努西·巴尼《印度尼西亞史》（上冊），吳世璜譯，香港商務印書館，184─187頁。
9. ↑  普臘班扎《爪哇史頌》第四十四章，徐明月、劉志強譯，北京商務印書館，111頁；薩努西·巴尼《印度尼西亞史》（上冊），吳世璜譯，香港商務印書館，113─116頁。
10. ↑  薩努西·巴尼《印度尼西亞史》（上冊），吳世璜譯，香港商務印書館，127─128頁。
11. ↑  普臘班扎《爪哇史頌》第七十三卓，徐明月、劉志強譯，北京商務印書館，163頁；薩努西·巴尼《印度尼西亞史》（上冊），吳世璜譯，香港商務印書館，129頁。
12. 1 2  《爪哇史頌》張玉安《序一》，北京商務印書館，2頁。
13. ↑  普臘班扎《爪哇史頌》第十七章，徐明月、劉志強譯，北京商務印書館，62頁。
14. ↑  普臘班扎《爪哇史頌》第三十八章，徐明月、劉志強譯，北京商務印書館，98─99頁。
15. ↑  普臘班扎《爪哇史頌》第九十三至第九十四章及注釋，徐明月、劉志強編譯，北京商務印書館，202─203頁。
16. ↑  普臘班扎《爪哇史頌》第四十四至四十七章，徐明月、劉志強編譯，北京商務印書館，111─115頁。
17. ↑  《爪哇史頌》張玉安《序一》，北京商務印書館，4頁。
18. ↑  以下各項，參考《爪哇史頌》編譯者徐明月、劉志強《爪哇史頌及其翻譯與研究》，北京商務印書館，15─16頁。
19. ↑  普臘班扎《爪哇史頌》第十三至十六章，徐明月、劉志強編譯，北京商務印書館，46─57頁。
20. 1 2  Ｇ·費琅輯注《阿拉伯波斯突厥人東方文獻輯注》，耿昇、穆根來譯，北京中華書局，737─765頁。
21. ↑  普臘班扎《爪哇史頌》第八章，徐明月、劉志強編譯，北京商務印書館，34─36頁。
22. 1 2  《爪哇史頌》編譯者徐明月、劉志強《爪哇史頌及其翻譯與研究》，北京商務印書館，15頁。
23. ↑  薩努西·巴尼《印度尼西亞史》（上冊），吳世璜譯，香港商務印書館，167頁。
24. ↑  普臘班扎《爪哇史頌》第一章，徐明月、劉志強編譯，北京商務印書館，21─23頁。
25. 1 2  《爪哇史頌》黃子堅《序二》，北京商務印書館，7頁。
26. ↑  Ｇ·費琅輯注《阿拉伯波斯突厥人東方文獻輯注》，耿昇、穆根來譯，北京中華書局，736─737頁。
27. ↑  .   [2017-06-22]. （原始内容存档于2017-09-07）.
28. 1 2  梁立基《印度尼西亞文學史》，崑崙出版社，157頁。
29. ↑  G·賽代斯《東南亞的印度化國家》，北京商務印書館，319頁。
30. ↑  轉引自Ｇ·費琅輯注《阿拉伯波斯突厥人東方文獻輯注》，耿昇、穆根來譯，北京中華書局，739─765頁。
31. ↑  薩努西·巴尼《印度尼西亞史》（下冊），吳世璜譯，香港商務印書館，680頁。
32. ↑  陳序經《東南亞古史研究合集（下卷）·馬來南海古史初述》，香港商務印書館，1307頁。
33. ↑   D.G.E. Hall: A History of South-East Asia, p.81-82. The Macmillan Press LTD.
34. ↑  薩努西·巴尼《印度尼西亞史》（上冊），吳世璜譯，香港商務印書館，129及341頁。